# Ludomir Chojnowski
Ludomir Chojnowski (inna pisownia nazwiska Choynowski, ur. 4 lipca 1843, zm. 20 stycznia 1940 w Kaliszu) – podporucznik weteran powstania styczniowego.

## Życiorys
Ludomir Chojnowski urodził się w Borysławicach w Kaliskiem. Był synem Stanisława i Pelagii zd. Dłużniakiewicz, jego ojciec dzierżawił majątek Grzybki. Ukończył w Kaliszu Wyższą Szkołę Realną, następnie uczęszczał do szkoły przygotowawczej do Szkoły Głównej w Warszawie, w której należał do organizacji spiskowej. W 1862 roku przeszedł do nowo utworzonego Instytutu Politechnicznego i Rolniczo-Leśnego w Puławach.
Po wybuchu powstania wrócił w okolice Kalisza, gdzie wstąpił do tworzącego się oddziału. Po pierwszych potyczkach dołączył do oddziału pod dowództwem Franciszka Parczewskiego liczącego około 700 powstańców, który jednak 22 kwietnia 1863 został szybko rozbity w okolicach wsi Rudniki. Podczas bitwy Ludomir Chojnowski miał zostać ciężko ranny.
Mieszkał w Kaliszu, gdzie był znanym społecznikiem. Był m.in. wiceprezesem Kaliskiego Towarzystwa Wioślarskiego (1896-1897), członkiem Towarzystwa Dobroczynności, Kaliskiego Towarzystwa Kredytu Wzajemnego i Kaliskiego Towarzystwa Muzycznego. W 1938 został Honorowym Obywatelem Kalisza. Jego żoną była Celestyna z Wyrzykowskich (1855-1924). Zmarł w 1940 roku. Pochowany na Cmentarzu Miejskim w Kaliszu.

## Ordery i odznaczenia
- Krzyżem Niepodległości z Mieczami – 8 listopada 1930 roku „za pracę w dziele odzyskania niepodległości”[9]
- Krzyż Oficerski Orderu Odrodzenia Polski – 22 stycznia 1938 roku „za zasługi w walkach o niepodległy byt Narodu oraz w pracy dla Państwa”[10][11]